# Magnetický kopec

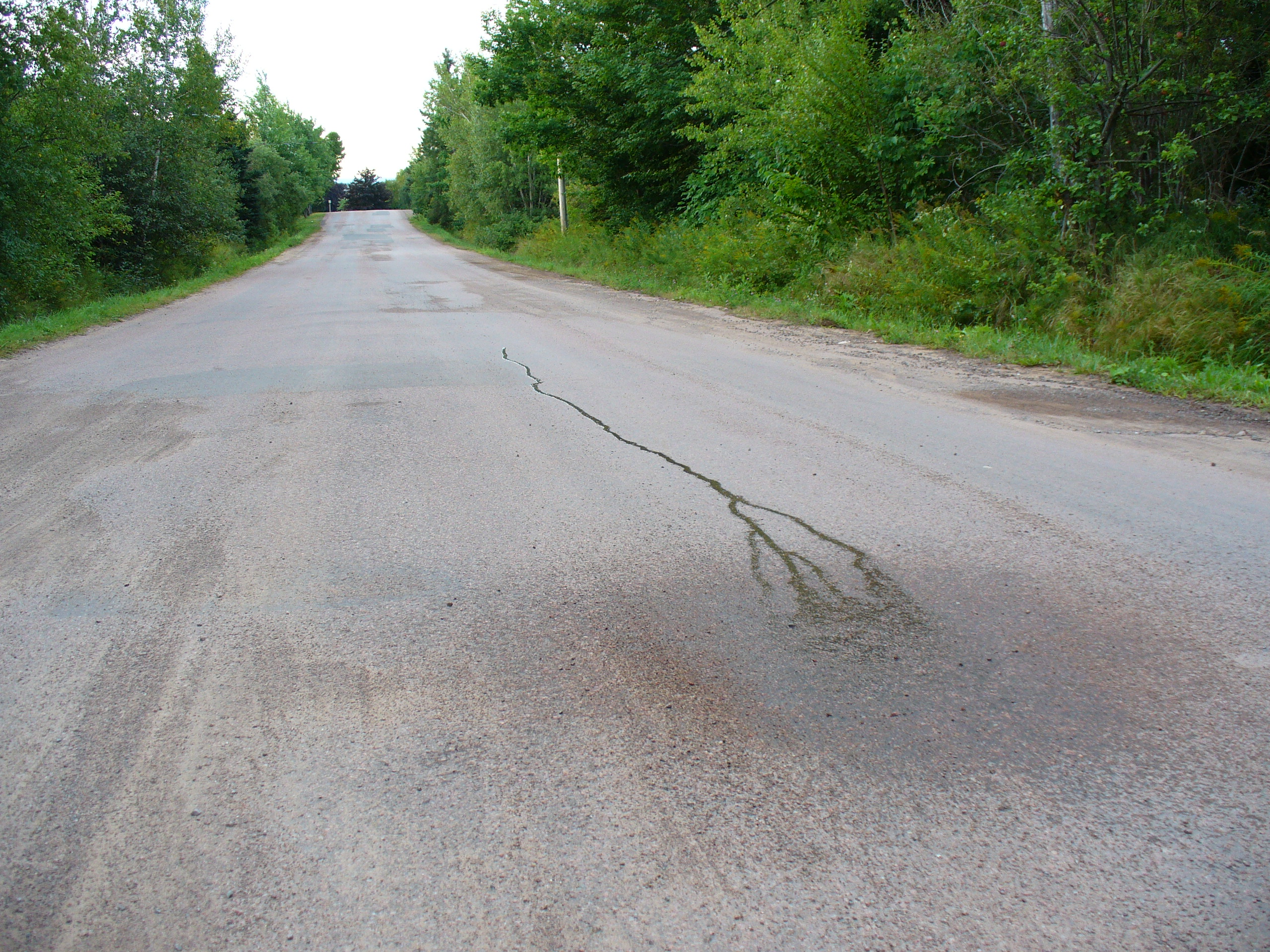
Voda jevící se jako tekoucí do kopce na magnetickém kopci u Monctonu v Novém Brunšviku v Kanadě

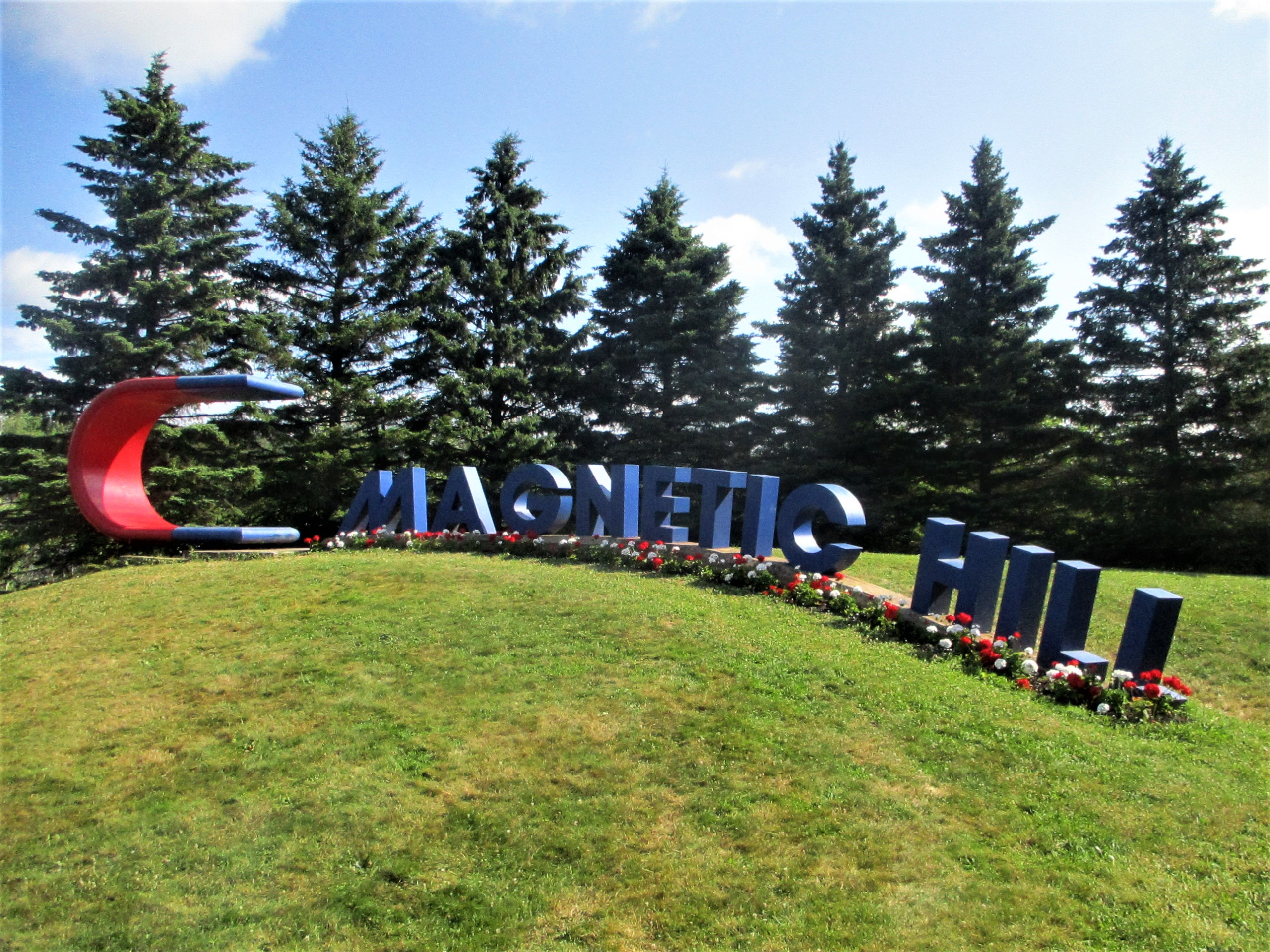
Magnetický kopec u Monctonu v Novém Brunšviku v Kanadě

„Magnetický“ kopec nebo „gravitační“ kopec je místo, které zdánlivě přitahuje předměty. Voda zde zdánlivě teče do kopce, automobily vyjíždějí v místech, která vypadají jako stoupání na neutrál a cyklisté bez šlapání. Vysvětlením tohoto jevu je optický klam: lidské oko nedokáže bez dalších referenčních bodů odlišit mírné stoupání od mírného spádu. Po proměření se ukáže, že cesta ve skutečnosti klesá, ale obzor zakrytý stromy a zvlněný terén pozorovatele dezorientovaly.
Známé „magnetické“ kopce v České republice se nacházejí u Moravské Třebové nebo v Kačerově u Zdobnice v Orlických horách. Ve světě jsou turistickými atrakcemi například kopce u Monctonu v kanadské provincii Nový Brunšvik, u Los Baños na Filipínách nebo lokalita Lifidra v severním Řecku.